# Distretto di Tumay Huaraca
Il distretto di Tumay Huaraca è un distretto del Perù nella provincia di Andahuaylas (regione di Apurímac) con 2.144 abitanti al censimento 2007 dei quali 730 urbani e 1.414 rurali.
È stato istituito il 29 dicembre 1964.